# パウル・フリードリヒ (メクレンブルク＝シュヴェリーン大公)
パウル・フリードリヒ（Paul Friedrich, 1800年9月15日 - 1842年3月7日）は、メクレンブルク＝シュヴェリーン大公国の大公（在位：1837年 - 1842年）。メクレンブルク＝シュヴェリーン大公の太子であったフリードリヒ・ルードヴィヒ（1778年 - 1819年）の長男。

## 生涯
パウル・フリードリヒは1800年9月15日、フリードリヒ・フランツ1世の長男フリードリヒ・ルートヴィヒとその最初の妃であったロシア皇帝パーヴェル1世の皇女エレナ・パヴロヴナ（1784年 - 1803年）の間に第一子としてルートヴィヒスルスト（メクレンブルク＝フォアポンメルン州ルートヴィヒスルスト郡）で生まれた。1814年から1818年までジュネーヴ大学で、次いでイェーナ大学とロストック大学で教育を受けた。
1819年に父フリードリヒ・ルートヴィヒが死去すると、大公位の法定推定相続人となり、1837年に祖父フリードリヒ・フランツ1世が死去すると大公位に即いた。
パウル・フリードリヒは首都をルートヴィヒスルストからシュヴェリーンへ70年ぶりに戻し、またインフラストラクチャーの整備と司法制度の近代化に取り組んだ。住居となるシュヴェリーン城の再建計画も立てたが、彼が施工前に没したためこれは実施されなかった。
1842年3月7日にパウル・フリードリヒはシュヴェリーンで死去し、長男のフリードリヒ・フランツ2世が大公位を嗣いだ。遺体はシュヴェリーン大聖堂に葬られた。

## 子女
パウル・フリードリヒは1822年5月22日にベルリンでプロイセン王フリードリヒ・ヴィルヘルム3世の王女アレクサンドリーネと結婚した。彼女との間には以下の二男一女をもうけた。
- フリードリヒ・フランツ（1823年 - 1883年） - メクレンブルク＝シュヴェリーン大公
- ルイーゼ・マリー・ヘレーネ（1824年 - 1859年） - ヴィンディッシュ＝グレーツ侯フーゴー妃
- フリードリヒ・ヴィルヘルム・ニコラウス（1827年 - 1879年）